# Footballeur de l'année en Russie

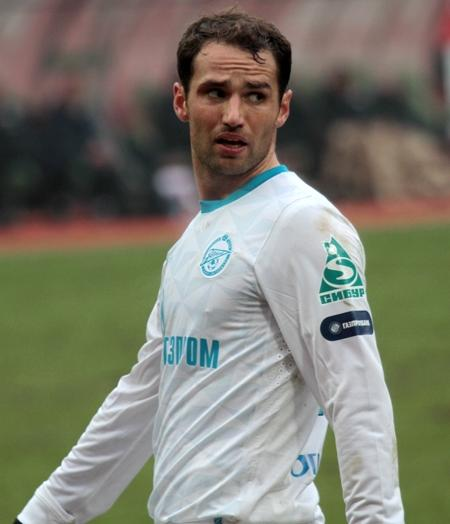
Roman Shirokov, footballeur de l'année 2012

La distinction de footballeur de l'année en Russie (en russe : Футболист года в России) est une récompense décernée chaque année au meilleur joueur de football évoluant au sein du championnat russe, indépendamment de sa nationalité. Il existe en Russie plusieurs récompenses différentes à cet égard.
Ce prix est décerné pour la première lors de l'année 1992 par le journal Sport-Express, qui récompense Igor Lediakhov, et l'hebdomadaire Futbol (en), qui récompense quant à lui Viktor Onopko, tous deux du Spartak Moscou. La récompense attribuée par ce dernier est par ailleurs la continuation directe du prix de footballeur soviétique de l'année, décerné de 1964 à 1991.
À noter que pour les éditions 2013 et 2015, Sport-Express récompense uniquement le meilleur joueur de la saison (respectivement 2012-2013 et 2014-2015) et non plus celui de l'année civile, tandis qu'aucun joueur n'est titré pour les années 2012 et 2014. La récompense annuelle fait son retour à partir de 2016 dans le cadre d'un partenariat avec la fédération russe et la Première Ligue russe.
Le Brésilien Daniel Carvalho devient le premier joueur étranger à remporter le prix, les deux journaux lui attribuant la récompense, pour sa saison 2005 avec le CSKA Moscou.
Entre 2006 et 2015, la fédération russe de football décerne elle aussi son propre prix à destination du meilleur joueur du championnat sur l'année civile, elle se met à partir de 2016 en partenariat avec Sport-Express et la Première Ligue russe pour son attribution.
Ces récompenses sont attribuées sur la base de sondages réunissant généralement des journalistes sportifs du pays, ainsi que des dirigeants, entraîneurs et joueurs de la première division russe. Les supporters sont également consultés par ce biais, bien qu'à titre plus consultatif.

## Liste des vainqueurs
| Année | Sport-Express         | Sport-Express            | Futbol (en)           | Futbol (en)              | RFS                            | RFS                            |
| Année | Joueur                | Club                     | Joueur                | Club                     | Joueur                         | Club                           |
| ----- | --------------------- | ------------------------ | --------------------- | ------------------------ | ------------------------------ | ------------------------------ |
| 1992  | Igor Lediakhov        | Spartak Moscou           | Viktor Onopko         | Spartak Moscou           | —                              | —                              |
| 1993  | Viktor Onopko         | Spartak Moscou           | Viktor Onopko         | Spartak Moscou           | —                              | —                              |
| 1994  | Igor Simutenkov       | Dynamo Moscou            | Igor Simutenkov       | Dynamo Moscou            | —                              | —                              |
| 1995  | Ilya Tsymbalar        | Spartak Moscou           | Ilya Tsymbalar        | Spartak Moscou           | —                              | —                              |
| 1996  | Andreï Tikhonov       | Spartak Moscou           | Andreï Tikhonov       | Spartak Moscou           | —                              | —                              |
| 1997  | Dmitri Alenitchev     | Spartak Moscou           | Dmitri Alenitchev     | Spartak Moscou           | —                              | —                              |
| 1998  | Egor Titov            | Spartak Moscou           | Egor Titov            | Spartak Moscou           | —                              | —                              |
| 1999  | Alexeï Smertine       | Lokomotiv Moscou         | Alexeï Smertine       | Lokomotiv Moscou         | —                              | —                              |
| 2000  | Egor Titov            | Spartak Moscou           | Egor Titov            | Spartak Moscou           | —                              | —                              |
| 2001  | Rouslan Nigmatoulline | Lokomotiv Moscou         | Rouslan Nigmatoulline | Lokomotiv Moscou         | —                              | —                              |
| 2002  | Dmitri Loskov         | Lokomotiv Moscou         | Dmitri Loskov         | Lokomotiv Moscou         | —                              | —                              |
| 2003  | Dmitri Loskov         | Lokomotiv Moscou         | Dmitri Loskov         | Lokomotiv Moscou         | —                              | —                              |
| 2004  | Dmitri Sytchev        | Lokomotiv Moscou         | Dmitri Sytchev        | Lokomotiv Moscou         | —                              | —                              |
| 2005  | Daniel Carvalho       | CSKA Moscou              | Daniel Carvalho       | CSKA Moscou              | —                              | —                              |
| 2006  | Andreï Archavine      | Zénith Saint-Pétersbourg | Andreï Archavine      | Zénith Saint-Pétersbourg | Andreï Archavine               | Zénith Saint-Pétersbourg       |
| 2007  | Konstantine Zyrianov  | Zénith Saint-Pétersbourg | Konstantine Zyrianov  | Zénith Saint-Pétersbourg | Konstantine Zyrianov           | Zénith Saint-Pétersbourg       |
| 2008  | Vágner Love           | CSKA Moscou              | Iouri Jirkov          | CSKA Moscou              | Iouri Jirkov                   | CSKA Moscou                    |
| 2009  | Alejandro Domínguez   | Rubin Kazan              | Alejandro Domínguez   | Rubin Kazan              | Alejandro Domínguez            | Rubin Kazan                    |
| 2010  | Danny                 | Zénith Saint-Pétersbourg | Danny                 | Zénith Saint-Pétersbourg | Aleksandr Kerjakov             | Zénith Saint-Pétersbourg       |
| 2011  | Seydou Doumbia        | CSKA Moscou              | Seydou Doumbia        | CSKA Moscou              | Non attribué                   | Non attribué                   |
| 2012  | Non attribué          | Non attribué             | Roman Chirokov        | Zénith Saint-Pétersbourg | Igor Denissov                  | Zénith Saint-Pétersbourg       |
| 2013  | Igor Akinfeïev        | CSKA Moscou              | Roman Chirokov        | Zénith Saint-Pétersbourg | Igor Akinfeïev                 | CSKA Moscou                    |
| 2014  | Non attribué          | Non attribué             | Seydou Doumbia        | CSKA Moscou              | Seydou Doumbia                 | CSKA Moscou                    |
| 2015  | Hulk                  | Zénith Saint-Pétersbourg | Hulk                  | Zénith Saint-Pétersbourg | Hulk                           | Zénith Saint-Pétersbourg       |
| 2016  | Fyodor Smolov         | FK Krasnodar             | Fyodor Smolov         | FK Krasnodar             | Partenariat avec Sport-Express | Partenariat avec Sport-Express |
| 2017  | Quincy Promes         | Spartak Moscou           | Quincy Promes         | Spartak Moscou           | Partenariat avec Sport-Express | Partenariat avec Sport-Express |
| 2018  | Artyom Dziouba        | Zénith Saint-Pétersbourg | Artyom Dziouba        | Zénith Saint-Pétersbourg | Partenariat avec Sport-Express | Partenariat avec Sport-Express |
| 2019  | Artyom Dziouba        | Zénith Saint-Pétersbourg | Non attribué          | Non attribué             | Partenariat avec Sport-Express | Partenariat avec Sport-Express |
| 2020  | Nikola Vlašić         | CSKA Moscou              | Non attribué          | Non attribué             | Partenariat avec Sport-Express | Partenariat avec Sport-Express |